# های‌فای (شبکه تلویزیونی)
کانال های‌فای (انگلیسی: HIFI) یک شبکه تخصصی کامادایی باکیفیت اِچ‌دی زبان انگلیسی است که توسط گروه رسانه‌ای بلو مدیا اداره می‌شود. تمرکز این شبکه روی فیلم و موسیقی است و برنامه‌های آن شامل فیلم‌های کمدی، درام، تلویزیونی، مستند و مجموعه‌های تلویزیونی با موضوع سفر و ماجراجویی هستند.